# 德黑兰地铁DKZ2型电动车组
德黑兰地铁DKZ2型电动车组是德黑兰地铁的电动车组车款之一，现在行走于德黑兰地铁1号线。

## 简介
DKZ2型由长春轨道客车制造，为7编组，于2000年在德黑兰地铁1号线运营。列车一共31组，217辆。列车设置有简易驾驶室，可在必要时分割驾驶。